# Parco nazionale di Balphakram
Il parco nazionale di Balphakram è un parco nazionale dell'India che spazia da meno 200 a più di 800 m di altitudine, vicino alle colline Garon, nello stato del Meghalaya, in India.
È spesso definito come la dimora dei venti perpetui o la terra degli spiriti.

## Flora
Il parco ospita una vegetazione di alberi caducifogli e subtropicali. Tra le specie per il quale è maggiormente conosciuto vi sono varie piante carnivore, nonché molte piante medicinali chiamate Dik.ke.

## Fauna
Il parco è noto in particolare per due specie, il muntjak indiano o comune e il gatto dorato asiatico, ma ospita inoltre esemplari di bufalo asiatico, panda minore, elefante e otto specie di felini, compresa la tigre e il gatto marmorizzato.
Nella foresta vi sono numerose specie di scimmie. I fiumi e i laghi ospitano diverse specie di uccelli.